# Midori Seiler

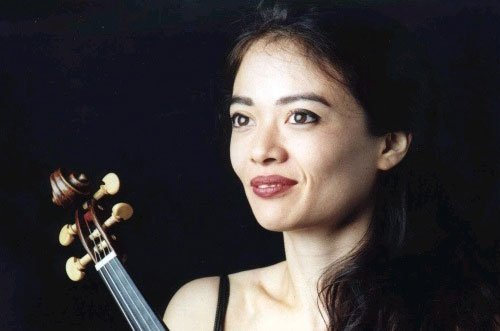
Midori Seiler (2016)

Midori Seiler (* 18. Februar 1969 in Osaka) ist eine deutsch-japanische Violinistin mit Schwerpunkt Musik des Barock und der Klassik.

## Leben
Midori Seiler ist Tochter einer japanischen Pianistin und eines bayrischen Pianisten. Sie ist in Salzburg aufgewachsen. Dort begann sie auch ihr Musikstudium bei Helmut Zehetmair und Sándor Végh. Weitere Stationen ihrer Ausbildung führten sie in die Schweiz ans Basler Konservatorium zu Adelina Oprean und an die Schola Cantorum Basiliensis zu Thomas Hengelbrock, nach London zu David Takeno und schließlich nach Berlin, wo sie ihr Studium mit dem Konzert-Examen bei Eberhard Feltz abschloss.
Bereits während ihrer Zeit in Basel war sie Konzertmeisterin des Schweizer Jugend-Sinfonie-Orchesters. Seit 1991 ist sie Mitglied der Akademie für Alte Musik Berlin (Akamus), einem angesehenen europäischen Barockorchester. Ihre Einspielung der sieben großen Wiener Violinsonaten von Mozart bei dem französischen Label Zig Zag wurde mit dem Diapason d’or des Jahres 2002 und dem Choc – Le Monde de la musique ausgezeichnet.
Mit der Akamus sowie mit Anima Eterna, dem Orchester des belgischen Hammerflügelspezialisten Jos van Immerseel, hat Seiler Violinkonzerte des barocken und klassischen Repertoires in der Wigmore Hall London, dem Concertgebouw (Amsterdam) Amsterdam, dem Musikvereinssaal in Wien und in vielen anderen europäischen Städten gespielt.
Sie leitete Meisterklassen in Brügge und Antwerpen und war von 2010 bis 2013 Professorin für Barockvioline und -Viola an der Hochschule für Musik Franz Liszt Weimar und lehrt seit 2014 an der Universität Mozarteum Salzburg, 2017 kehrte sie nach Weimar zurück. Seit April 2020 lehrt Midori Seiler an der Folkwang Universität der Künste in Essen.
Seit 2025 hat sie die künstlerische Leitung des Alte-Musik-Festivals zamus in Köln inne.

## Auszeichnungen
- 2002: Diapason d’or für ihre „Wiener Violinsonaten“ von Mozart
- 2002: Choc du Monde de la Musique von Classica
- Preis des Locatelli-Wettbewerbs im Amsterdamer Concertgebouw

## Diskographie (Auswahl)
- „Georg Philipp Telemann.“ Christus-Kirche Berlin-Oberschöneweide. Bei Harmonia Mundi/Lotus, 2001.
- Lust & Leben um 1700. Mit ihrem Boreas Ensemble.  Beim Berliner Label KammerTon, 1999.
- Johann Sebastian Bach: 4. Brandenburgisches Konzert. Bei Harmonia Mundi France
- Franz Schubert: Sonaten für Violine und Pianoforte. Mit Jos van Immerseel